# 1926 en aéronautique
Chronologie de l'aéronautique
- 1922
- 1923
- 1924
- 1925
- 1926
- 1927
- 1928
- 1929
- 1930

Cet article présente les faits marquants de l'année 1926 en aéronautique.

## Évènements

### Janvier
- 6 janvier : fondation, à Berlin, de la compagnie aérienne allemande « Deutsche Luft Hansa », future Lufthansa (1934).
- 22 janvier : Ramon Franco, aviateur espagnol et pilote du plus ultra qui a accompli un vol transatlantique en 1926. Palos (Espagne) - Buenos Aires (Argentine)

### Février
- 24 février : Le lieutenant de réserve du camp d’Orly, Léon Collot, se tue après être passé avec un Breguet 19 entre les pieds de la tour Eiffel, pour gagner un pari, heurtant une antenne de la TSF[1].

### Mars
- 30 mars au 20 juillet : le journaliste américain M. LD Garnder du magazine « Aviation » effectue un voyage de 32 317 km en Europe, Asie et Afrique en utilisant uniquement des lignes régulières. En 53 jours, Gardner est passager sur 70 avions ou hydravions différents (25 modèles différents) pour 234 heures et 49 minutes de vol.

### Avril
- 30 avril : L'aviatrice noire-américaine Bessie Coleman meurt dans un accident d'avion, à l'âge de 34 ans. En pleine ségrégation raciale, elle s'était battue pour pouvoir devenir pilote d'avion décrochant son brevet en France en 1921[2].

### Mai
- 9 mai : survol du Pôle Nord par l'expédition américaine Byrd. Le Fokker F.VII/3m monté sur skis effectue plusieurs boucles autour du Pôle, pendant 14 minutes.

### Juin
- 11 juin : premier vol du Ford Trimotor.
- 15 juin : premier vol du de Havilland DH.9 AJ Stag.
- 26 juin : 
  - l'équipage français composé de Ludovic Arrachart et Paul Arrachart améliore le record de distance en ligne droite : 4 305 km sur un Potez 28 entre Paris et Bassorah (Irak);
  - premier vol de l'Avro Avenger.

### Juillet
- 14 juillet : un équipage français (Girier et Dordilly) relie Paris et Omsk sans escale, améliorant le record de distance en ligne droite : 4 715,9 km, en 27 heures à bord d'un Breguet 19 équipé d'un moteur Hispano-Suiza de 450 ch.
- 16 au 19 juillet : un équipage soviétique (pilote : Moisselef) relie Moscou et Téhéran, et retour, soit 6 000 km en 37 heures et 15 minutes de vol.
- 17 juillet : un équipage français (Weiss et Latapie) entame un « Tour des capitales » sur un Breguet 19 : Copenhague, Oslo, Helsinki, Rīga, Varsovie et Prague, soit un parcours de plus de 8 000 km en 31 heures et 40 minutes de vol sur 6 jours.
- 24 juillet au 26 septembre : vol d'étude pour la création d'une ligne de la Deutsche Luft Hansa entre Berlin et Pékin via Moscou. Deux Junkers G.23 effectuent ce vol de reconnaissance, soit 20 000 km pour 140 heures de vol.
- 24 juillet : Robert Bajac établit le record du monde de durée avec 2 000 kilogrammes de charge utile, soit 2 heures, 30 minutes et 37 secondes, avec un Blériot 155[3].

### Août
- Premier vol du Potez 26.
- 17 août : premier vol de l'hydravion de patrouille maritime britannique Short Singapore.
- 31 août : 
  - le record du monde de distance en ligne droite et sans escale est battu, avec 5 174 km en 30 heures entre Paris et Bandar Abbas, par le lieutenant Léon Challe et le capitaine René Weiser sur un Breguet 19 à moteur Farman de 500 ch;
  - le pilote tchèque Jira effectue le trajet Prague - Paris - Prague, sans escale, soit 1 900 km en 13 heures et 43 minutes;
- 31 août au  2 septembre : un équipage soviétique (Gromoff et Radziwitch) effectue un circuit des capitales : Moscou, Berlin, Paris, Rome, Vienne, Varsovie et Moscou, soit 7 000 km en 63 heures et 15 minutes de vol sur trois jours.

### Septembre
- 21 septembre : le trimoteur Sikorsky piloté par René Fonck, surchargé pour une tentative de vol transatlantique, n'arrive pas à décoller et se disloque en bout de piste, à New York, tuant deux des quatre membres d'équipage.
- 30 septembre : premier vol du de Havilland DH.66 Hercules.

### Octobre
- 29 octobre : le record du monde de distance en ligne droite et sans escale est battu avec 5 396 km en 32 heures par Costes et Rignot sur un Breguet 19 A2 équipé d'un moteur Hispano-Suiza, d'une puissance de 500 chevaux, ces derniers volant du Bourget à Djask. Les deux hommes prennent ainsi le record à  Challe et Weiser qui, pour leur part, avaient couvert 5 174 kilomètres du Bourget à Bender Abbas[4],[5]

### Novembre
- 13 novembre : Mario De Bernardi remporte la coupe Schneider à Hampton Roads sur un Macchi M.39 à (vitesse moyenne de 396,698 km/h).
- 17 novembre : premier vol du de Havilland DH.65 Hound.
- 25 novembre : une formation de 23 Farman Goliath à moteurs Salmson reconvertis en hydravions traverse la Méditerranée entre Saint-Raphaël (France) et Karouba (Tunisie)

### Décembre
- 7 décembre : premier vol du Bartel BM-2.